# Apsidocnemus vadoni
Apsidocnemus vadoni es una especie de escarabajo de la familia Carabidae (género Apsidocnemus).